# Auguste Hoël
Georges Auguste Charles Hoël (ur. 17 lipca 1890 w Cambrai, zm. 6 stycznia 1967 tamże) – francuski gimnastyk, medalista olimpijski.
W 1920 r. reprezentował barwy Francji na letnich igrzyskach olimpijskich w Antwerpii, zdobywając brązowy medal w wieloboju drużynowym. 